# Odivelas (metrostation)
Odivelas is een metrostation in Lissabon gelegen aan de Gele lijn. Het station werd op 27 maart 2004 geopend en is het meest noordelijke metrostation van Lissabon.